# Іванищинські Горки
Іванищинські Горки (рос. Иванищинские Горки) — присілок в Старицькому районі Тверської області Російської Федерації.
Населення становить 43 особи. Входить до складу муніципального утворення Архангельське сільське поселення.

## Історія
Від 2005 року входить до складу муніципального утворення Архангельське сільське поселення. Раніше населений пункт належав до Архангельського сільського округу.

## Населення
| 2008 | 2010 |
| ---- | ---- |
| 36   | ↗43  |